# Тенџу
Тенџу (天授) је јапанска ера (ненко) Јужног двора током првог раздобља Муромачи периода, познатог још и као Нанбокучо период. Настала је пре Бунчу и после Кова ере. Временски је трајала од маја 1375. до фебруара 1381. године. На Јужном двору владао је цар Чокеи док је на Северном у Кјоту владао цар Го Енју.

## Еквивалентне ере Северног двора
- Еива (1375–1379)
- Корјаку (1379–1381)

## Важнији догађаји Тенџу ере
- 1375. (Тенџу 1): Шогун Ашикага Јошимицу посећује храм Ивашимизу где као поклон оставља мач, златну фолију за украшавање храма и коње за потребе људи који бораве у њему.[3]
- 1375. (Тенџу 2): По први пут је шогуну дозвољено да уђе у личне царске одаје у двору у Кјоту.[3]
- 1377. (Тенџу 2): Дипломата из Горјеоа (Кореје) Jeong Mongju сусрео се са представником шогуна и песником по имену Имагава Рјошун у Кјушуу. Циљ ове дипломатске мисије била је заједничка акција у сузбијању пиратства.[4]
- 1378. (Тенџу 4): Јошимицу се сели у свој нови луксузни дом у Муромачију под називом „Хана но гошо“.[5]
- 1379. (Тенџу 5): Шиба Јошимаса постаје нови канреи.[5]
- 1380. (Тенџу 6): Кусуноки Масанори придружује се цару Го Камејами.[5]
- 26, јул 1380. (Тенџу 6, двадесетчетврти дан шестог месеца): Бивши цар Комјо умире у 60 години живота.[6]